# Fiesta Nacional del Dorado
La Fiesta Nacional del Dorado es una emblemática festividad que se realiza anualmente en la localidad de Paso de la Patria, una villa turística situada al noroeste de la provincia argentina de Corrientes, a unos 40 kilómetros de la capital provincial, en el departamento San Cosme. El evento principal es una competencia de pesca deportiva embarcada sobre las aguas del río Paraná, que tiene como especie exclusiva al dorado, el pez de mayor valor deportivo de ese país.

## Generalidades
El río Paraná frente a Paso de la Patria posee una importante anchura ya que allí en él desemboca la enorme cuenca del río Paraguay. Esto hace que sea un excelente lugar para la pesca deportiva de grandes ejemplares de las especies más importantes del sistema del Plata. De entre ellas destaca el dorado o pirayú, un pez carnicero que se ubica al tope de la cadena trófica de esta cuenca, por lo que es coloquialmente llamado: el “tigre del río”, en alusión al nombre popular que recibe el máximo predador regional en los ambientes terrestres, el yaguareté o tigre americano. 
Además de la belleza de su coloración -de un tono general dorado con la aleta caudal roja- este pez atrae por el combate que ofrece al ser prendido por el pescador, lo que lo ha hecho ser reconocido en este deporte a nivel mundial, por lo que su pesca atrae a aficionados de todas las latitudes, representando un destacado rubro económico para las localidades costeras del litoral fluvial argentino, así como el paraguayo y el uruguayo.
La resistencia que ofrece a la captura incluye cabezazos para desprenderse del anzuelo, potentes corridas, y especialmente, espectaculares saltos por sobre la superficie acuática, momentos en los cuales su cuerpo dorado brilla con los rayos del sol. Esta potencia se debe a la forma de capturar su alimento, arremetiendo contra los cardúmenes de los grandes peces migradores del Plata, gracias a su cuerpo musculoso, fusiforme, y a la propulsión generada por su robusto pedúnculo caudal. Esta lucha se ve magnificada por los importantes portes que ofrecen los ejemplares de este centro turístico, los que superan los 20 kilogramos y cerca de 110 cm de largo.
Esta localidad atrae turistas no solo por su pesca deportiva sino también por sus balnearios con playas de arenas claras y aguas cálidas en la temporada estival.

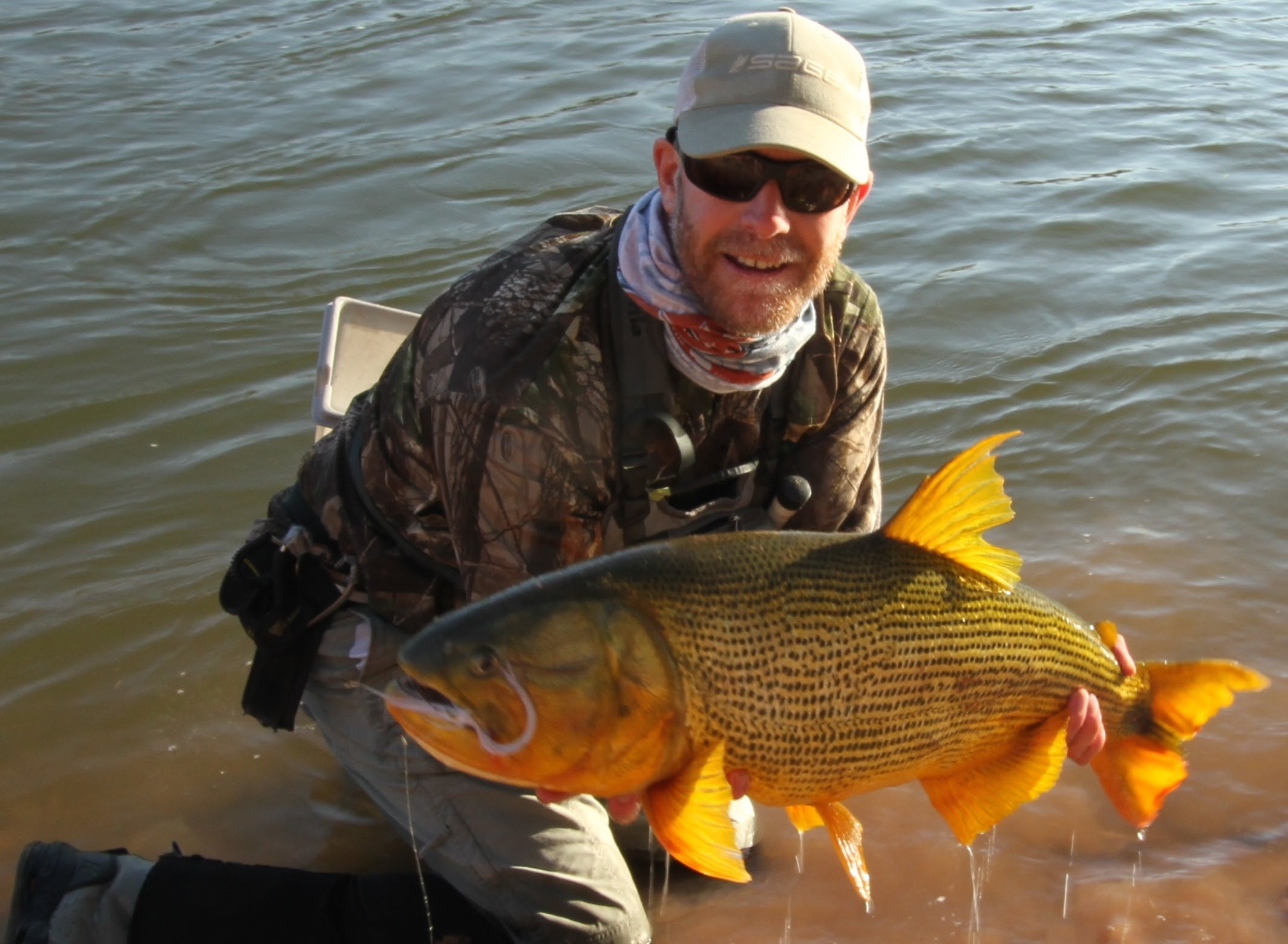
Pesca del dorado.

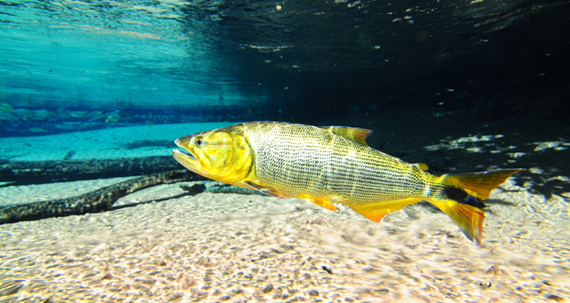
Un dorado.

## Historia y características
El turismo de pesca deportiva en Paso de la Patria surgió en el año 1952 al inaugurarse la primera hostería para pescadores, la que comenzó a recibir aficionados, tanto argentinos como de otros países. Entre los pioneros destaca Julián Lafuente.
La pesca deportiva es uno de los recursos estratégicos de la provincia de Corrientes. En el año 1963 se da comienzo a la Fiesta Nacional del Dorado en Paso de la Patria. En 1964 se creó la Federación Correntina de Pesca Deportiva (FECOPE) mancomunando energías de los clubes de pesca de cada ciudad correntina, entre ellos se encontraba el Club Banco Náutico y Cultural de Paso de la Patria.
Esta fiesta típica generalmente se lleva a cabo a mediados del mes de agosto, aunque la fecha varía con el objetivo de hacerla coincidir con el feriado del 17 de agosto, para maximizar la gran afluencia de turistas que año tras año convoca.
Es el festival de pesca deportiva más importante de la Argentina al ser el que más cantidad de pescadores reúne y el más antiguo; la edición del año 2015 representó la número 52. La organización de la misma le corresponde a la municipalidad de Paso de la Patria, mientras que la Federación Correntina de Pesca es la encargada de la fiscalización de la competencia.
Una de las postales más características del evento es la tradicional largada de lanchas, el cual es el momento en que se produce la partida de las embarcaciones que contienen a los equipos inscriptos que salen presurosos a posicionarse cuanto antes en los sectores del río respectivos, así de ese modo tener más tiempo para intentar cobrar una pieza destacada. Al ser más de medio millar las embarcaciones que se ponen en movimiento al mismo tiempo (con unos 1500 pescadores), el río pasa en un momento a cubrirse de olas y del intenso ruido de los motores fuera de borda.
Los premios son a los mejores equipos, a los pescadores de las mayores piezas, así como también, premios respectivos a los mejor clasificados entre los pescadores “foráneos”, entre los pescadores extranjeros y entre las mujeres.
La entrega de premios se realiza en una cena show en el polideportivo municipal de la ciudad. Los visitantes que llegan a presenciar los eventos suman alrededor de 120 000 personas.

## Actividades paralelas
Elección de la Reina Nacional del Dorado
Paralelamente, durante el festival un jurado elige, de entre un grupo de jóvenes postulantes, a una de ellas para coronarla como la “Reina Nacional del Dorado”, título que le permitirá representar a la villa turística durante 12 meses, hasta el próximo evento, en cada fiesta nacional del país, además de hacerse acreedora de numerosos premios.
Presentaciones artísticas y musicales
En las mismas fechas del festival de pesca también se realizan desfiles de modas y presentaciones artísticas, especialmente recitales de cantantes nacionales y grupos de la región, en los que destacan los conjuntos de chamamé y de danzas folklóricas. El lugar elegido es el anfiteatro “Pinim Palma” el que se ubica sobre la ribera del río Paraná.
Expo Dorado
Junto a la fiesta, se desarrolla una exposición comercial, industrial y artesanal, con stands de servicios, turismo y emprendedores y productores regionales, denominada “Expo Dorado”.